# Emma Hough Hobbs
Emma Hough Hobbs ist eine australische Filmregisseurin, Drehbuchautorin und Szenenbildnerin.

## Leben und Werk
Emma Hough Hobbs schloss 2017 ein Studium an der Flinders University mit einem Empfehlungsschreiben ab. Beim Fleurieu Film Festival 2018 wurde sie als junge inspirierende Regisseurin ausgezeichnet. Im selben Jahr arbeitete sie als Szenenbildnerin am Kurzfilm White Lilies mit. Nachfolgend wirkte sie an mehreren Kurzfilmen im Produktionsdesign und als Requisiteurin mit, im Jahr 2022 bei den Langfilmen Gold – Im Rausch der Gier, Carnifex und Talk to Me. 
Im Jahr 2024 realisierte sie als Animationszeichnerin zusammen mit Leela Varghese den Animationsfilm Lesbian Space Princess, für den beide den Publikumspreis des Adelaide Film Festival erhielten. Der Film wurde bei den 75. Internationalen Filmfestspielen Berlin 2025 in der Sektion Panorama gezeigt und dort als Bester Spielfilm mit dem Teddy Award ausgezeichnet, der für herausragende LGBTQIA+-Filme verliehen wird.
Emma Hough Hobbs lebt offen lesbisch und in einer Beziehung mit Leela Varghese.

## Filmografie (Auswahl)
- 2018: White Lilies (Kurzfilm)
- 2019: Semblance (Kurzfilm)
- 2019: Killer Love (Kurzfilm)
- 2020: In the Wake (Kurzfilm)
- 2022: The Last Elephant on Earth (Kurzfilm)
- 2022: Gold – Im Rausch der Gier
- 2022: Get a Life (Kurzfilm)
- 2022: Carnifex
- 2022: Talk to Me
- 2022: On Film (Kurzfilm, Regie)
- 2024: Lesbian Space Princess (Regie, Drehbuch)
- 2024: Dragon’s Breath (Kurzfilm)

## Auszeichnungen
Lesbian Space Princess
- 2024: Publikumspreis des Adelaide Film Festivals, zusammen mit Leela Varghese
- 2025: Bester Spielfilm beim 39. Teddy Award im Rahmen der Berlinale, zusammen mit Leela Varghese